# Katsuaki Asai
Katsuaki Asai (Tokio, 1942) es un maestro japonés del aikido. Estudió con Morihei Ueshiba y es actualmente el representante del Aikikai Honbu Dōjō en la República Federal de Alemania.
Empezó practicando aikido en el Honbu Dojo en 1955 a la edad de 13 años y continuó entrenando mientras estudiaba en la Universidad Meiji. En 1965, a los 23 años, con el grado de 4.º Dan, fue enviado a la por entonces Alemania Occidental por Kisshomaru Ueshiba - hijo de Morihei - como representante de la Aikikai. Primero vivió en la ciudad de Münster y dirigió la sección de aikido del Deutscher Judo-Bund, la liga alemana de Judo, desde 1965 hasta 1966. En 1967 fundó la asociación Aikikai de Alemania (Aikikai Deutschland), como organización independiente del Judo Bund. En 1972 estableció su dojo en Düsseldorf. Actualmente tiene el 8.º Dan y es miembro del Consejo Superior de la Federación Internacional de Aikido.